# Real Maya Deportivo
Maillots
Le Real Maya Deportivo est un club hondurien de football, fondé le 7 avril 1985 et basé à Danlí.

## Palmarès
- Championnat du Honduras de football de deuxième division (1)
  - Champion : 2001
- Coupe du Honduras de football (1)
  - Vainqueur : 1994